# Jessica Biel
Jessica Claire Biel-Timberlake (Ely, Minnesota, 3 de marzo de 1982) es una actriz estadounidense que ha protagonizado varias películas de Hollywood, incluyendo Summer Catch (2001), The Texas Chainsaw Massacre (2003), Stealth: la amenaza invisible (2005), El ilusionista (2006) y  I Now Pronounce You Chuck and Larry (2007). Es conocida por interpretar a Mary Camden en la serie de drama familiar 7th Heaven y también por dar la voz a una versión paródica de sí misma en la serie de Netflix Bojack Horseman.

## Orígenes
Jessica Claire Biel nació en Ely, Minnesota, hija de Kimberly Biel (Conroe, apellido de soltera), una ama de casa, y Jon Biel, un empresario. Tiene un hermano menor, Justin, que nació en 1985. Biel es descendiente de nativos americanos (choctaw), alemanes, franceses, ingleses e irlandeses. Pero una prueba de ADN demuestra que tiene muy poca conexión con la ascendencia de los nativos americanos, ya que su relación de ADN con los nativos americanos es muy difícil de determinar con base a la evidencia. La familia Biel vivió en Texas, Connecticut e Illinois, antes de establecerse finalmente en Boulder, (Colorado).

## Carrera

### Inicios de su carrera
Inicialmente Biel practicaba para convertirse en cantante, y apareció en varias producciones musicales de su ciudad natal. A los 12 años, Biel asistió a The International Modeling and Talent Association Conference en Los Ángeles, donde fue descubierta por una agencia de talento para la cual firmó. Comenzó su trabajo como modelo haciendo anuncios impresos, así como los que aparecen en comerciales para productos como Deluxe Paint y Pringles. Biel tuvo el papel protagonista en un corto musical de bajo presupuesto titulado It's a Digital World.

### Ascenso a la fama (1996–2002)
A los 14 años, audicionó para varios pilotos de televisión. Biel fue escogida para personificar a la hermana mayor del drama familiar 7th Heaven. Originalmente, estaba planificado que el show saliera al aire por FOX, pero fue cambiado por The WB Television Network. 7th Heaven ha durado 11 temporadas, por lo que es uno de los dramas familiares de más larga duración en la historia de la televisión, y también se convirtió en el show con más alto índice de audiencia de The WB.
El primer papel de Biel en un largometraje fue en el aclamado drama de la nieta de Peter Fonda llamado Ulee's Gold , estrenado en 1997. Allí interpretaba a una adolescente gótica y rebelde, papel por el cual obtuvo un Young Artist Award. En la primavera de 1998, durante un descanso de las grabaciones de 7th Heaven, Biel protagonizó la película de Navidad I'll Be Home for Christmas, junto a Jonathan Taylor Thomas.
En 2000, durante la cuarta temporada de 7th Heaven, Biel comentó que se cansó de interpretar a la sana niña del predicador, y culpó a la serie de darle una imagen "limpia", ya que por eso perdió un papel en American Beauty (papel que se le dio a Thora Birch). En un último intento de que la despidieran y finalizara su contrato, posa semidesnuda para la portada de la revista Gear. Los fanes y los productores de 7th Heaven se indignaron, y la sesión fotográfica encendió también una gran controversia, ya que en ese momento ella era menor de edad.
En 2001, Biel actuó junto a Freddie Prinze, Jr. en Summer Catch. El año siguiente, interpreta a la promiscua Lara, una estudiante, en The Rules of Attraction, una adaptación de la novela homónima de Bret Easton Ellis.

### Éxito (2003–2005)

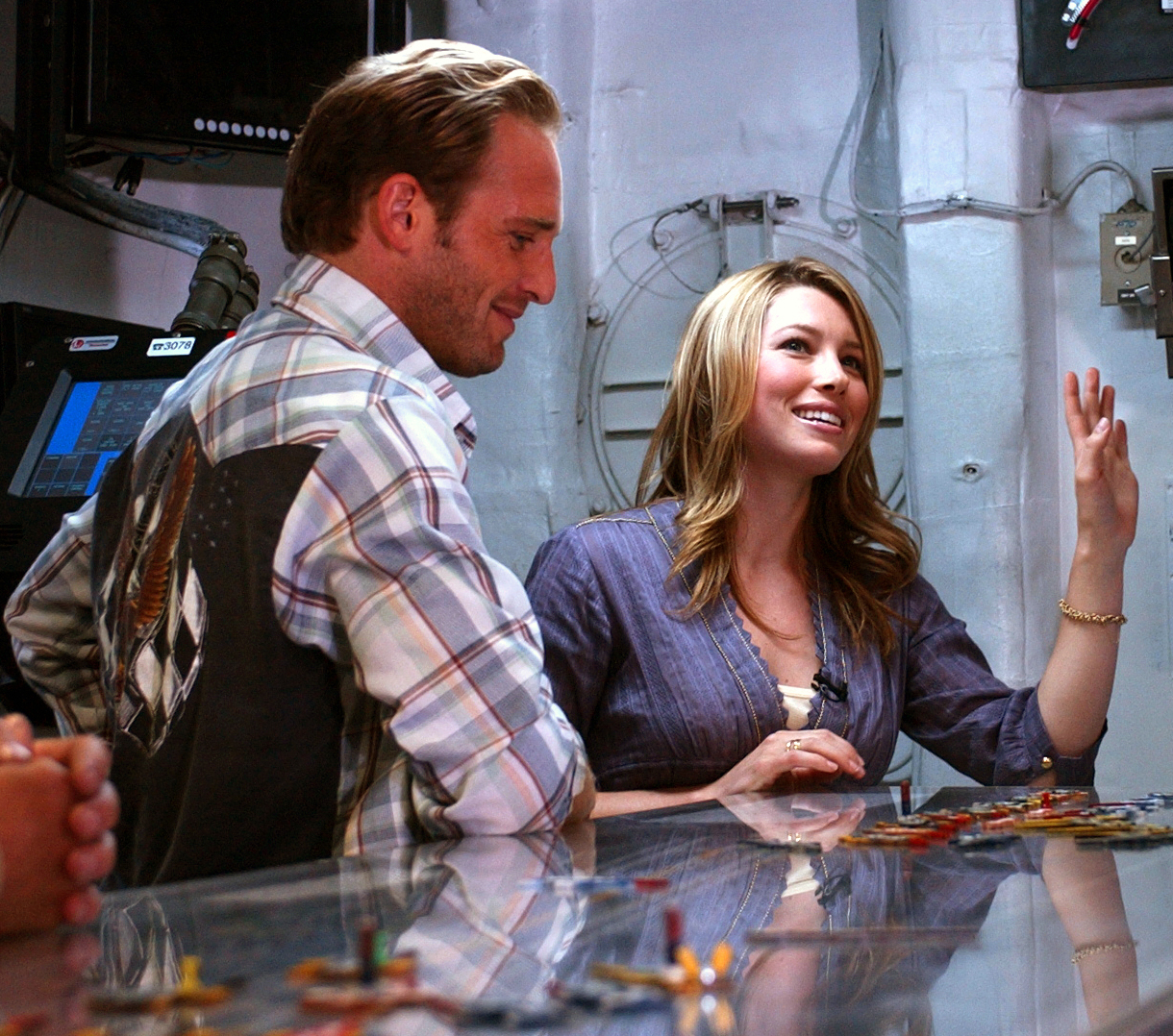
Biel con Josh Lucas en el set de Stealth: La amenaza invisible.

Después de dejar 7th Heaven en la sexta temporada, Biel interpreta a la heroína del remake de The Texas Chainsaw Massacre. En el invierno de 2003, Biel comienza a trabajar en la tercera entrega de Blade, Blade: Trinity. Casi inmediatamente terminada la filmación de Blade Trinity en 2004, viaja a Australia para comenzar con el rodaje de película de acción/thriller Stealth: La amenaza invisible. Gran parte del film fue rodado a bordo USS Abraham Lincoln. Ambas películas fueron bastante criticadas y fracasos en la taquilla. Stealth con un presupuesto de 130 millones de dólares, logró recaudar solo 76 millones en todo el mundo. Biel también hizo una notable cameo en la película Cellular de 2004, que protagonizó con su entonces novio en la vida real Chris Evans.

### Progreso (2006–presente)
La carrera cinematográfica de Biel comenzó cuando encarnó a la duquesa Sophie von Teschen en El ilusionista, coprotagonizada con Edward Norton y Paul Giamatti. La película recibió muchas críticas positivas y fue un cambio en la trayectoria de Biel, que anteriormente había tenido papeles más contemporáneos. Fue galardonada con el Premio Rising Star en el Palm Springs International Film Festival y ganó un Achievement Award en la Newport Beach Film Festival por su actuación.
En la película de 2006, Home of the Brave, Biel interpreta a una veterana de la guerra de Irak, un drama acerca de los soldados que luchan para adaptarse en la sociedad después de enfrentar la guerra. Su actuación fue bien recibida, pero comercialmente el film fue un fracaso. Después de haberla estado presentando en cines, el film finalmente fue directo al DVD a finales de 2007. Biel y su coprotagonista de Home of the Brave, Samuel L. Jackson fueron nominados por los Prism Award por sus respectivas actuaciones.
Mientras tanto, después de tres años de ausencia, Biel sorprendió a los telespectadores al regresar a lo que sería el final de la serie 7th Heaven (posteriormente el show fue renovado inesperadamente en el último minuto por The CW Television Network). El episodio ya habían sido puestas, pero la productora y creadora Brenda Hampton decidió que Biel tenía que aparecer en el episodio, finalmente Biel llegó a un acuerdo de aparecer en las escenas durante el descanso de la filmación de su próxima película Next de 2007. En el filme Next, Biel actúa junto a Nicolas Cage y Julianne Moore. A continuación, protagoniza la comedia de verano, I Now Pronounce You Chuck and Larry, coprotagonizada con Adam Sandler y Kevin James. Al igual que su película anterior, The Texas Chainsaw Massacre, Chuck and Larry tiene muchos espectadores, siendo número 1 en taquilla en su primera semana. También produjo y protagonizó un cortometraje titulado Hole in the Paper Sky, lanzado en 2008.
Biel fue invitada para presentar a los nominados en los Premios Globo de Oro con Rosario Dawson y Matthew Perry y los Premios Óscar en 2007. A finales del misma año, Biel representó a una estríper en Powder Blue. En este film comparte reparto con Forest Whitaker (quien produjo también la película) Ray Liotta y Patrick Swayze. Este es su primer film en hacer escenas de desnudos.
A comienzos de 2008, Biel voló a Inglaterra para filmar Easy Virtue, una adaptación de Noël Coward. Al igual que la novela, la película se desarrolla en la década de 1920 y Biel interpreta a una viuda, Larita, que contrae matrimonio, en un impulso del momento, con John Whittaker en Francia, pero deben hacer frente a la desaprobación de la familia del marido cuando regresan a Inglaterra. El film se estrenó en septiembre de 2008, en el Toronto International Film Festival.
En abril de 2008, Biel empezó a trabajar en la sátira política Nailed, con Jake Gyllenhaal. La película gira en torno a una mujer que accidentalmente le insertan un clavo en la cabeza que le provoca trastornos de personalidad. Volvió a filmar a finales de junio luego de varios problemas. La película será lanzada en 2009. Biel está trabajando en otras películas, incluida la animación de ciencia ficción Planet 51, a la que Biel prestará su voz. También está coproduciendo y actuando en Die a Little, una adaptación contemporánea de la novela por Megan Abbott. Todavía no hay una fecha acordada para el comienzo del rodaje.

### Esfuerzos musicales
Jessica interpreta 2 canciones en la banda sonora de Easy Virtue. Mad About the Boy y When the Going Gets Tough. Lanzados el 3 de noviembre.

## Vida personal
Entre 1998 y 2001 tuvo una relación con el actor Adam LaVorgna. Entre los años de 2004-2006 tuvo una relación con el actor Chris Evans, conocido por su papel en Capitán América. En enero de 2007, comenzó a salir con el cantante y actor Justin Timberlake, con quien había sido fotografiada en varias ocasiones. Se comprometieron en diciembre de 2011. La pareja se casó el 19 de octubre de 2012 en el complejo Borgo Egnazia en Fasano, Italia.
En octubre de 2014 se dio a conocer que estaría esperando su primer hijo junto a Justin Timberlake. En noviembre de 2014 se confirmó el embarazo de la actriz. El 11 de abril de 2015 nació su primer hijo, Silas Randall Timberlake. En septiembre de 2020 se hizo público el nacimiento de su segundo hijo, Phineas, quien nació en julio de ese año.

## Obras de beneficencia
El 18 de julio de 2006, Biel participó en la subasta de caridad para aumentar los fondos para médicos de la joven Molly Bloom de Colorado, quien fue lesionada en un accidente de coche. John Schiffner de Fergus Falls, Minnesota ofreció $30,000 para tener una cena con Biel. "Te lo prometo soy una cita barata", Biel acotó. Biel y Schiffner cenaron en el restaurante The Palm en Denver el 18 de agosto de 2006.
A principios de 2007, Jessica cofundó el Make the Difference Network con su padre, Jon Biel, y otro socio, Kent McBride. Make The Difference Network (MTDN) es una red social, orientada a conectar a organizaciones sin fines de lucro con posibles donantes y así aumentar la conciencia de las pequeñas y medianas organizaciones sin fines de lucro. La misión de MTDN es democratizar dando visibilidad a miles de organizaciones sin fines de lucro y potenciar posibles donantes para buscar, seleccionar y financiar estas organizaciones específicas de "deseos" y, a continuación, para ver los resultados de sus donaciones. Make the Difference Network se presentó en el Clinton Global Initiative en 2007, en donde se comprometieron a democratizar a través de la utilización de una red social.

## Rankings
- Posición #2 por FHM como una de las "100 mujeres más sexies del Mundo del 2008."[13]
- Posición #5 por la revista Maxim' como una de las Hot 100 del 2007.[14]
- Posición #5 por AskMen.com en la lista "Top 99 Mujeres de 2007."
- La revista Esquire la nombró la "Mujer más Sexy" del 2005.
- Posición #98 por VH1 como una de las "100 Hottest Hotties."
- Posición #99 por la revista Stuff en las "102 Mujeres más Sexies del Mundo" (2002).
- Posición en el #1 por la revista Stuff en la lista de las "100 Mujeres más Sexies" (2007).[15]

## Filmografía
| Año        | Título                              | Papel                      | Notas                                                  |
| ---------- | ----------------------------------- | -------------------------- | ------------------------------------------------------ |
| 1996–2006  | 7th Heaven                          | Mary Camden                | Serie de televisión (139 episodios)                    |
| 1997       | El oro de Ulises                    | Casey Jackson              |                                                        |
| 1998       | I'll Be Home for Christmas          | Allie                      |                                                        |
| 2001       | Summer Catch                        | Tenley Parrish             |                                                        |
| 2002       | The Rules of Attraction             | Lara Holleran              |                                                        |
| 2003       | The Texas Chainsaw Massacre         | Erin Hardesty              |                                                        |
| 2004       | It's a Digital World                | Regrettal (voz)            |                                                        |
| 2004       | Cellular                            | Chloe                      |                                                        |
| 2004       | Blade: Trinity                      | Abigail Whistler           |                                                        |
| 2005       | Stealth: La amenaza invisible       | Teniente Kara Wade         |                                                        |
| 2005       | Elizabethtown                       | Ellen Kishmore             |                                                        |
| 2005       | London                              | London                     |                                                        |
| 2005       | Padre de familia                    | Brooke (Voz)               | Serie de televisión (1 episodio: "Brian the Bachelor") |
| 2006       | El Ilusionista                      | Duquesa Sophie von Teschen |                                                        |
| 2006       | Home of the Brave                   | Vanessa Price              |                                                        |
| 2007       | Next                                | Liz Cooper                 |                                                        |
| 2007       | I Now Pronounce You Chuck and Larry | Alex McDonough             |                                                        |
| 2008       | Hole in the Paper Sky               | Karen Watkins              | Cortometraje, también productora ejecutiva             |
| 2008       | Easy Virtue                         | Larita Whittaker           |                                                        |
| 2009       | Planet 51                           | Neera (voz)                |                                                        |
| 2009       | Powder Blue                         | Rose-Johnny                |                                                        |
| 2010       | Valentine's Day                     | Kara Monahan               |                                                        |
| 2010       | The A-Team                          | Capitana Charisa Sosa      |                                                        |
| 2011       | New Year's Eve                      | Tess                       |                                                        |
| 2012       | El hombre de las sombras            | Julia Denning              |                                                        |
| 2012       | Total Recall                        | Melina                     |                                                        |
| 2012       | Hitchcock                           | Vera Miles                 |                                                        |
| 2012       | Playing for Keeps                   | Stacie                     |                                                        |
| 2013       | Emanuel and the Truth About Fishes  | Linda                      |                                                        |
| 2013       | The Devil and the Deep Blue Sea     | Penny                      |                                                        |
| 2014       | Shiva and May                       | May                        |                                                        |
| 2014       | New Girl                            | Kat                        | Serie de televisión (12 episodios)                     |
| 2015       | Un accidente llamado amor           | Alice Eckle                |                                                        |
| 2015       | Bleeding Heart                      | May                        |                                                        |
| 2015       | A Kind of Murder                    | Clara Stackhouse           |                                                        |
| 2016       | Spark                               | Vix                        | Voz                                                    |
| 2016       | El libro del amor                   | Penny                      |                                                        |
| 2016 -2018 | Bojack Horseman                     | Jessica Biel               | Serie de televisión                                    |
| 2017       | The Sinner                          | Cora Tannetti              | 8 episodios (temporada 1)                              |
| 2017       | Shock and Awe                       | Lisa                       |                                                        |
| 2022       | Candy                               | Candy Montgomery           | Miniserie (5 episodios)                                |

## Premios
| Año  | Premio                                                                                    | Trabajo                           | Resultado |
| ---- | ----------------------------------------------------------------------------------------- | --------------------------------- | --------- |
| 1997 | Young Artist Award Best Performance in a Feature Film: Supporting Young Actress           | El oro de Ulises                  | Ganadora  |
| 1999 | Young Artist Award Best Performance in a TV Series: Young Ensemble (shared with the cast) | 7th Heaven                        | Nominada  |
| 2002 | Teen Choice Award Choice TV Actress - Drama                                               | 7th Heaven                        | Nominada  |
| 2003 | Teen Choice Award Choice TV Actress - Drama/Action Adventure                              | 7th Heaven                        | Nominada  |
| 2003 | Saturn Award Best Actress                                                                 | The Texas Chainsaw Massacre       | Nominada  |
| 2004 | MTV Movie Award for Best Breakthrough Performance - Female                                | The Texas Chainsaw Massacre       | Nominada  |
| 2005 | ShoWest Convention Award Female Star of Tomorrow                                          |                                   | Ganadora  |
| 2006 | Newport Beach Film Festival Outstanding Achievement in Filmmaking Acting                  | El ilusionista                    | Ganadora  |
| 2007 | Gala Awards Rising-Star Award                                                             |                                   | Ganadora  |
| 2008 | Golden Raspberry Award for Worst Screen Couple/Ensemble (shared with Adam Sandler)        | I Now Pronounce You Chuck & Larry | Nominada  |
| 2008 | Golden Raspberry Award for Worst Supporting Actress                                       | I Now Pronounce You Chuck & Larry | Nominada  |
| 2009 | Golden Capital Best Actress                                                               | Easy Virtue                       | Nominada  |
| 2010 | Teen Choice Award Choice Movie: Hissy Fit                                                 | Valentine's Day                   | Nominada  |